# Ioga

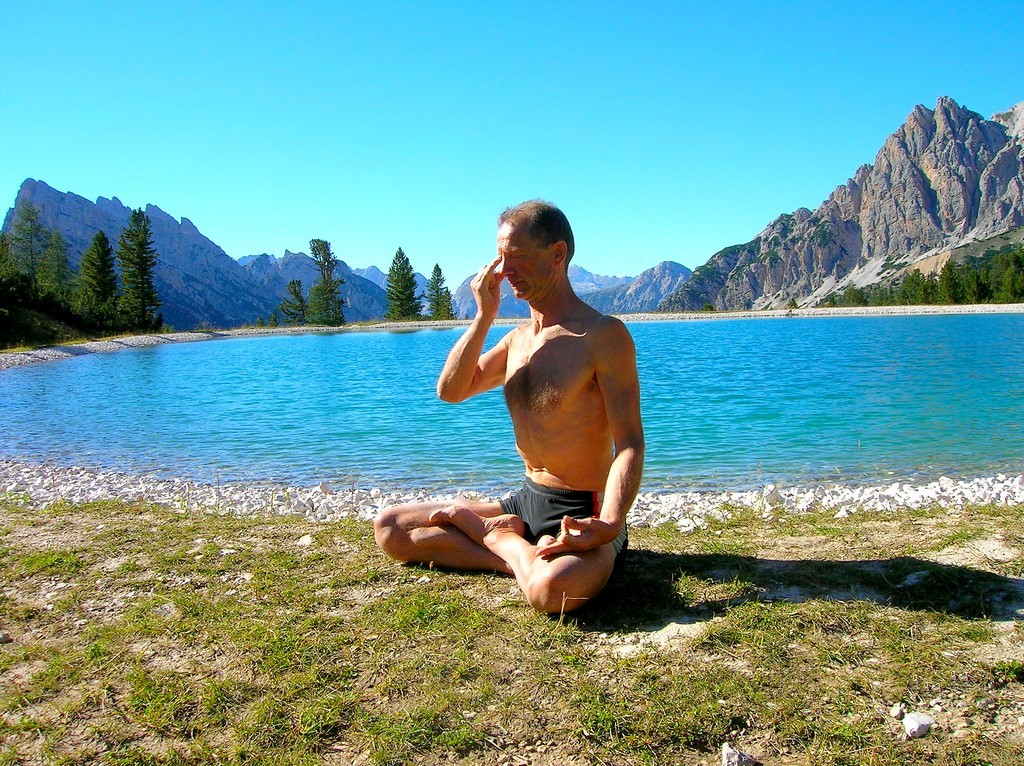
Iogue em postura de lótus praticando pranaiama.

O ou a ioga, ou yoga (em páli e em sânscrito: योग; romaniz.: yóga; "jugo" ou "união", da raiz PIE *yeug-, mesma de "jungir", AFI: [joːgə]), é um conceito que se refere às tradicionais disciplinas físicas e filosóficas originárias da Índia. A palavra está associada com as práticas meditativas e costuma ser associada tipicamente com o hataioga e seus asanas (posturas) ou como uma forma de exercício.
Os principais ramos do ioga incluem rajaioga, carmaioga, jnana-ioga, bactiioga, tantra ioga, tao yoga e hataioga. O rajaioga, compilado no Iogassutra de Patañjali e conhecido simplesmente como ioga no contexto da filosofia hinduísta, faz parte da tradição Samkhya. Diversos outros textos hindus discutem aspectos do ioga, incluindo os Vedas, as Upanixades, a Bagavadguitá, a Haṭhayoga Pradīpikā, a Gheraṇḍa Saṁhitā, a Śiva Saṁhitā, o Mahabhārata e diversos Tantras.
A palavra sânscrita yoga tem diversos significados; deriva da raiz yuj, que significa "controlar", "jungir", "unir" ou "concentração". Algumas das traduções também incluem os significados de "juntando", "unindo", "união", "conjunção" e "meios".
Um(a) praticante avançado(a) da ioga é chamado de iogue.

## Etimologia

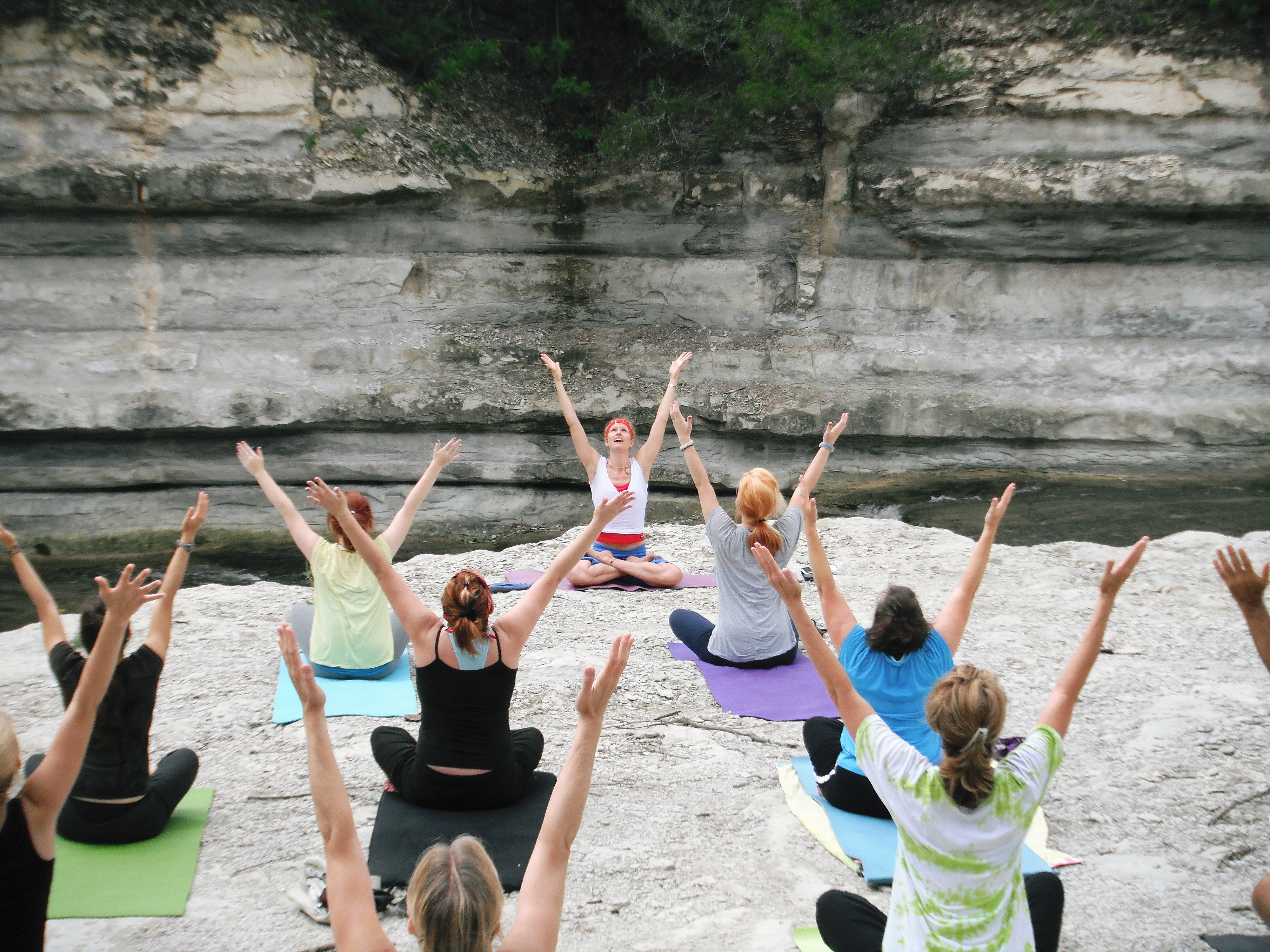
Um grupo de mulheres praticando ioga.

No devanágari, alfabeto utilizado no sânscrito, o termo é originalmente escrito desta forma: योग. Provém da raiz sânscrita yuj, que significa "jungir", "cangar", "arrear", "atrelar", "prender", "juntar". Quando se atrela o boi à canga ou jugo, ou ainda quando se junta a parelha de animais, isto significa que se está colocando esses animais em condições para o trabalho. Por isso, a raiz "yuj" também significa "adequar", "preparar" ou "utilizar".
A ideia de que a raiz "yuj" poderia significar "unir" no sentido de "integrar" (física ou misticamente) surge, possivelmente, a partir de uma afirmação vedantina que define o ioga como a "união" entre Jīvātma e Paramātma, que passam a ser um só. Porém, "yuktam" (que é o particípio passado desse verbo) não significa "unido", mas "atrelado", "preparado" ou "adequado".
Alguns acreditam que ioga, interpretado como "união" nos meios vedantinos, carece de sentido , principalmente no Advaita Vedanta, onde tudo é Brahman, o Absoluto que abarca tudo o que existe, então não há a necessidade de "união", pois qualquer desunião, separação é mera ilusão (māyā); por isso, há a descoberta da união sempre existente, a descoberta de Brahman em todas as coisas, inclusive no próprio indivíduo. Entretanto, esta não é a realidade observada no nível evolutivo atual da raça humana, caracterizado pelo individualismo e pela maneira desconectada como os seres humanos se sentem em relação aos de sua espécie e aos demais seres que habitam o planeta Terra.
O entendimento de que no Yoga Sūtra essa interpretação de ioga como "união" também careceria de sentido não é correta. A crença de que somos e sempre fomos, em essência, o Puruṣa, a consciência incondicionada e eterna, que não precisa ser unida a nada, muito pelo contrário, precisa ser desidentificada dos processos fenomenológicos da natureza (Prakrti), ainda não se mostra verdadeira no estágio evolucionário atual da raça humana.

## Definições nas escrituras
Os textos hindus que discutem aspectos da ioga incluem principalmente as Upanixades, a Bagavadguitá, a Haṭhayoga Pradīpikā e o texto mais importante de todos, o Ioga Sūtra.

Na Bagavadguitá:
समत्वं योग उच्यते ॥ samatvaṁ yoga ucyate: "É dito que Ioga é equanimidade da mente". (II, 48)

योगः कर्मसु कौशलम् yogaḥ karmasu kauśalam: "Ioga é perfeição na ação". (II, 50)
No Ioga Sūtra:
योगश्चित्तवृत्तिनिरोधः ॥ yogaścittavṛttinirodhaḥ: "Ioga é o recolhimento das atividades da mente" (I, 2)
Comentários de Vyāsa aos Sūtras de Patañjali: 
यगः समाधिः॥ yogaḥ samādhiḥ: "Ioga é samādhi". (I, 1)
Nas Upanixades:
"Não conhece doença, velhice nem sofrimento aquele que forja seu corpo no fogo do Ioga. Atividade, saúde, libertação dos condicionamentos, circunspecção, eloquência, cheiro agradável e pouca secreção, são os sinais pelos quais o Ioga manifesta seu poder."
Svetāśvatāropaniṣad (II:12-13).
"A unidade da respiração, da consciência e dos sentidos, seguida pela aniquilação de todas as condições da existência: isso é o Ioga."
Maitrī Upaniṣad, VI:25.
"Quando os cinco sentidos e a mente estão parados, e a própria razão descansa em silêncio, então começa o caminho supremo. Essa firmeza calma dos sentidos chama-se Yoga. Mas deve-se estar atento, pois o Yoga vem e vai."
Kaṭhopaniṣad, VI.
No Yogabīja:
ऐवं तु द्वान्दजालास्य संयोगो योग उच्यते ॥ evaṁ tu dvandajālasya  saṁyogo yoga ucyate:

"Diz-se que o Yoga é a transcendência   da conexão com a rede das dualidades" (I:90).
Na Viṣṇupurāṇa (VI:6.2-3):
स्वाध्यायाद् योगमासीत योगात् स्वाध्यायमचरेत्।  स्वाध्याय योगसंपत्त्या परमात्मा प्रकाशते॥ 
तदीक्षणाय स्वाध्यायश्च क्षयुर्योग स्तथापरम्।  न मांसचक्षषुा द्रष्टुं ब्रह्म भूतः स शक्यते॥
svādhyāyād yogamāsīta yogāt svādhyāyam ācaret |  svādhyāya yoga saṁpattyā paramātmā prakāśate ||  
tadīkṣaṇāya svādhyāyaś cakṣuryoga stathāparam |  na māṁsacakṣuṣā draṣṭuṁ brahma bhūtaḥ sa śakyate:

"Do estudo deve-se passar ao Yoga. Do Yoga deve-se passar ao estudo. Pela perfeição no estudo e no Yoga, percebe-se a Consciência Suprema. O estudo é um dos olhos com que se percebe o Ser. O Yoga é o outro.  Aquele que é uno com o Ilimitado não vê mais com os olhos do corpo".

### Grafia
No Brasil, mas também em Portugal e outros países, há uma certa polêmica em relação à ortografia do termo, devido às inúmeras convenções utilizadas para a transliteração de idiomas escritos em caracteres diferentes dos latinos, como o grego, o hebraico e as línguas da Índia. As grafias atualmente propostas aparecem em quase todas as variações possíveis: "yôga", "yoga", "yóga" e, por fim, "ioga", única forma em língua portuguesa que é considerada ortograficamente correta.
A grafia adotada na Wikipédia é "ioga", a forma aportuguesada também utilizada nos dicionários. A exceção é para as citações e nomes próprios de livros ou linhagens, para os quais foram mantidas as grafias originais adotadas na literatura de cada modalidade. Por extensão, é adotada também a forma "iogue" para se designar o praticante de ioga. No entanto, há correntes de estudo que evidenciam que o termo "iogue" deve referir-se apenas àquele que atingiu seu estado mais avançado na prática, ficando o termo "ioguin" reservado a todos os praticantes e aspirantes.

### Pronúncia
Na pronúncia do termo sânscrito, ouve-se a primeira e segunda letras (considerando a palavra transliterada para o alfabeto latino) soando rapidamente, o Ô fechado e uma leve prolongação desta letra. O 'ga' é soado rapidamente com o 'g' quase mudo. É possível ouvir a pronúncia ideal da palavra no subcontinente indiano, principalmente na Índia, já que muitos termos derivados do sânscrito estão sendo preservados pelo hindi, idioma indo-ariano comumente utilizado neste país.
Noutros países em que a filosofia vem sendo praticada, observa-se variações. Na Argentina, a variação é encontrada na pronúncia CHôga, garantindo o som chiado do "y" falado nesta região. No Brasil, a divergência fonética é sobre a letra 'O'.

## Estilos
Há centenas de estilos diferentes de ioga no mundo, que propõem diversos caminhos para alcançar o mesmo objetivo: o Samádhi, a Iluminação da Consciência e/ou compreensão da existência.
Vários são os métodos e escolas para se atingir esta meta, porém, ela sempre é o referencial. As escolas mais antigas utilizam-se de métodos estritamente técnicos; as escolas mais modernas têm uma conotação tendendo mais ao espiritualismo, fruto da difusão do Vedanta na época medieval. Desenvolveu-se ao longo da história no oriente, particularmente na Índia, e que nos dias de hoje está amplamente difundido no mundo todo, inclusive no ocidente.
Algumas linhas de ioga são: Aṣṭāṅga Vinyāsa Yoga, Bhakti Yoga, Haṭha Yoga, Iyengar Yoga, Jñana Yoga, Karma Yoga, Kriyā Yoga, Rāja Yoga, Raja Vidya Yoga, Siddha Yoga, Tantra Yoga, Kuṇḍalinī Yoga, Prakṛti Yoga entre outras.
Na Índia, país de origem da ioga, os mestres Krishnamacharya (e seus discípulos B.K.S. Iyengar, Pattabhi Jois, A. G. Mohan e Desikachar), Swāmi Śivananda, Gurudeva, Swāmi Vivekānanda e Śrī Aurobindo são algumas das principais referências.

### Yoga Sūtrade Patañjali

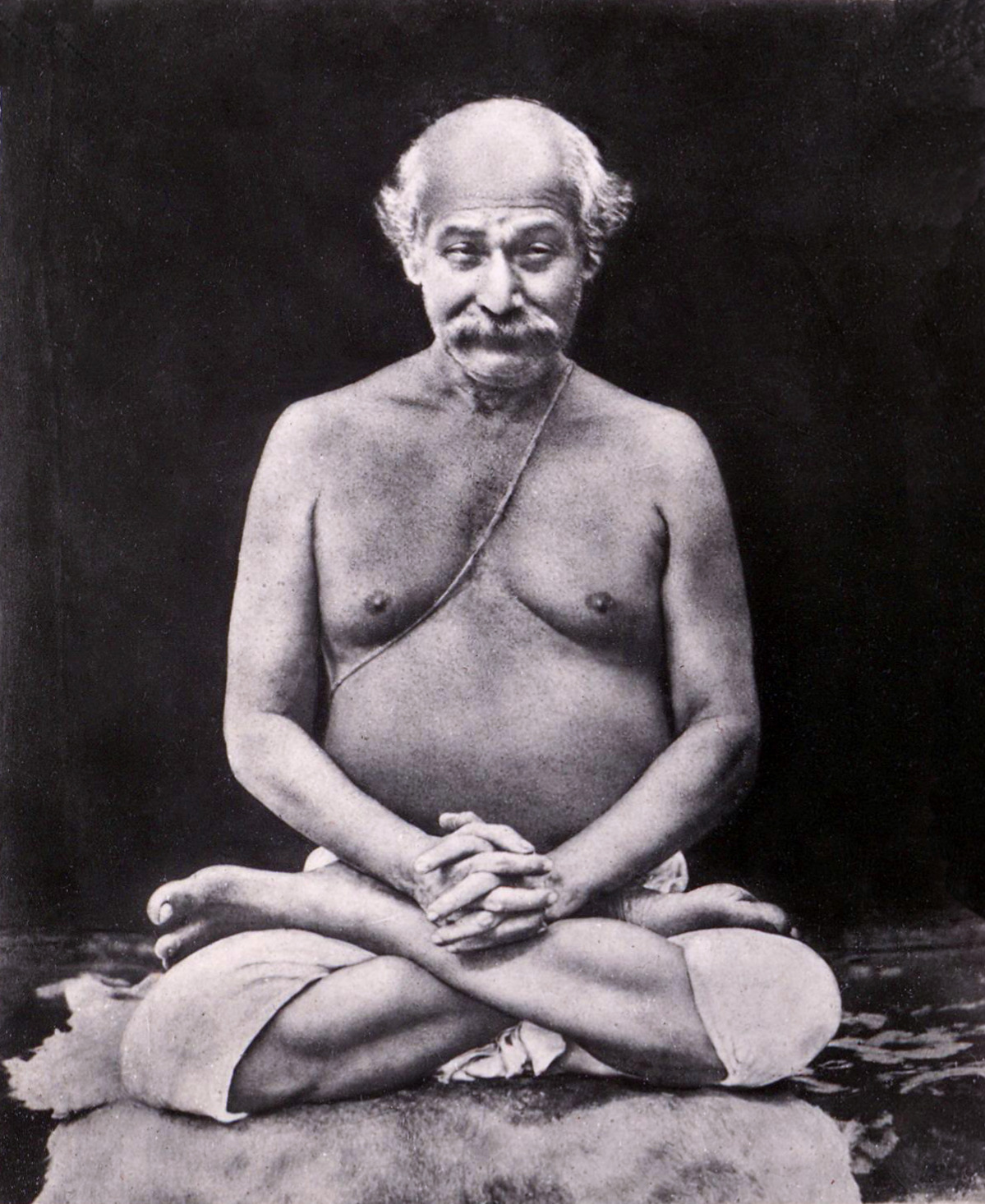
Lahiri Mahāśaya sentado em lótus. Foto do livro Autobiografia de um iogue, de Paramahamsa Yogananda

A obra Yoga Sūtra de Patañjali (300 a 200 a.C.) é um tratado clássico da filosofia ióguica e contém seus principais aspectos. O sistema filosófico do Ioga, exposto no Ioga Sutra, aceita a psicologia, metafísica e fenomenologia da escola Saṅkhya, por isso, pode-se dizer que são duas escolas irmãs, diferenciando apenas no uso do termo Īśvara ("Senhor", um Puruṣa nunca afetado pela Prakṛti); o ioga usa-o para uma prática chamada Íshvara pranidhána, enquanto o Samkhya não consegue provar ou não provar sua existência.
A obra foi escrita em sânscrito e oferece uma série de desafios, pois os sūtras (literalmente "fio condutor"), são aforismos sintéticos, curtos, que chegam a ser obscuros. Feitos assim, eles deviam ser decorados pelos alunos e discípulos. E, além disso, há no texto o uso de diversos termos chave sem suas formalizações, principalmente provenientes do sistema Saṅkhya que é tomado como base.
Por esses motivos, o Yoga Sūtra se torna de difícil entendimento por aqueles que não fazem parte da cultura do Yoga. Assim, o Yoga Sūtra  foi vastamente traduzido e interpretado durante séculos das mais diversas maneiras. O primeiro comentarista do Yoga Sūtra é Vyāsa, em seu Yogabhāṣya, obra de 500 a 850 d.C.[carece de fontes?]

#### Aṣṭāṅga: os oito pilares da ioga clássica
Referidos como membros ou etapas, são passos que se sobrepõem à medida que se avança no caminho. São:
- 1 - Yama ou refreamentos
  - 1.1 -Ahiṁsā ou não violência
  - 1.2 -Satya ou não mentir
  - 1.3 -Asteya ou não roubar
  - 1.4 -Brahmacarya ou não dissipar a sexualidade
  - 1.5 -Aparigraha ou não cobiçar
- 2 - Niyama ou auto-observações
  - 2.1 -Śauca ou purificação
    - do corpo: alimentação, limpezas corporais (śaṭ-krma) e prāṇāyāma.
    - da mente, do intelecto, das emoções
    - do lugar em que se pratica ioga

  - 2.2 -Santoṣa ou contentamento (também chamado kṣānti)
  - 2.3 -Tapas ou autossuperação
    - esforço do corpo, da fala e da mente

  - 2.4 -Svādhyāya ou compreensão de si mesmo
  - 2.5 -Īśvaraprānidhāna ou entrega a Īśvara
- 3 - Asana ou posições psicofísicas
- 4 - Prāṇāyāma ou expansão (āyama) da força vital (prāṇa) através da respiração
- 5 - Pratyāhāra ou abstração dos sentidos
- 6 - Dhāraṇā ou concentração mental
- 7 - Dhyāna ou meditação
- 8 - Samādhi ou absorção meditativa

#### Obstáculos: nove dispersões mentais
Patañjali enumera nove obstáculos ao yoga (sūtra 1.30) que são dispersões ou oscilações mentais, embora outros fatos não enumerados também possam ser considerados obstáculos.
- 1 - Vyādhi = doença, mal-estar físico
- 2 - Styāna = inércia, procrastinação
- 3 - Saṁśaya = dúvida, indecisão
- 4 - Pramādā = negligência, descuido, irresponsabilidade
- 5 - Alasya = preguiça, languidez
- 6 - Avirati = volubilidade, excesso de desejos
- 7 - Bhrāntidarśanā = equivocação, erro de visão
- 8 - Alabdhabhūmikatva = inconstância, dificuldade para praticar consistentemente
- 9 - Ānavasthitatvān = instabilidade, incapacidade de manter o foco ou concentrar-se

Aparecem, junto com essas dispersões (sūtra 1.31):
- 1 - Sofrimento
- 2 - Angústia, devido à não satisfação de um desejo
- 3 - Agitação do corpo
- 4 - Inspiração, uma respiração agitada, sem ritmo, não profunda, rápida, irregular, sintoma de uma mente ainda dispersa
- 5 - Expiração

Para preveni-las, deve-se praticar disciplina (abhyāsa) sobre um princípio (tattva) qualquer (sūtra 1.32).

## Ioga e religiões

### Hinduísmo
O Ioga é um dos Ástika Purusha Darśanā (escolas filosóficas autorizadas espiritualistas) do Hinduísmo. Geralmente está associado com uma filosofia de pensamento (mais comumente com o Samkhya ou o Vedanta) e a uma filosofia de comportamento (Tantra ou Brahmachárya).

### Cristianismo
Jean-Marie Déchanet, um monge beneditino francês, buscou curar-se da epilepsia com exercícios, e descobriu o Hatha Yoga. Após curar-se, Déchanet foi o pioneiro em abrir o mundo cristão para a prática do Ioga. Escreveu nove livros sobre Ioga para cristãos, entre eles o livro "Ioga para Cristãos", em 1959, traduzido para o português e lançado no Brasil em 1962, com 220 páginas.
A Igreja Católica emitiu em 1989 um documento a respeito de práticas de meditação, onde a ioga é mencionada.
Paramahansa Yogananda, grande difusor da ioga no ocidente, traz diversas relações do Cristianismo com a filosofia iogue. Em seu livro A Ioga de Jesus, ele demonstra diversas relações dos ensinamentos de Jesus com a milenar filosofia indiana.

## Reconhecimentos

### ONU
O Ioga foi declarado como Patrimônio Imaterial da Humanidade pela Organização das Nações Unidas para a Educação, Ciência e a Cultura (Unesco) no dia 01/12/2016. A Unesco considerou que essa prática e a filosofia a ela ligada "influenciou numerosos aspectos da sociedade, que abrangem desde a saúde e a medicina até a educação e as artes".
A ONU já havia estabelecido em 2014 a data de 21 de junho como "Dia Internacional da Ioga".
A Organização Mundial da Saúde reconhece o Ioga como uma das Medicinas Tradicionais e Complementares e está listada no diretório de Estratégias para Medicina Tradicional 2014-2023.

### SUS
O Ioga foi incluído no rol de Práticas Integrativas e Complementares do SUS, por meio da Portaria nº 849, de 27 de março de 2017 do Ministério da Saúde do Brasil.

## Ioga no Brasil
No Brasil, existem diversas linhas de ioga, incluindo todas as citadas acima, cada uma com suas conceituações filosóficas e práticas.